# سام جنكينز
سام جنكينز (بالإنجليزية: Sam Jenkins)‏ (17 فبراير 1987 نيوزيلندا - ) هو لاعب كرة قدم نيوزلندي يلعب كلاعب وسط، شارك في الألعاب الأولمبية الصيفية 2008.

## روابط خارجية
- سام جنكينز على موقع الاتحاد الدولي (مؤرشف)  (الإنجليزية)
- سام جنكينز على موقع أوليمبيديا (الإنجليزية)
- سام جنكينز على موقع اللجنة الأولمبية النيوزيلندية (الإنجليزية)